# Berlin, Quận Marathon, Wisconsin
Berlin là một thị trấn thuộc quận Marathon, tiểu bang Wisconsin, Hoa Kỳ. Năm 2010, dân số của thị trấn này là 934 người.